# Vaux-sur-Vienne
Vaux-sur-Vienne är en kommun i departementet Vienne i regionen Nouvelle-Aquitaine i västra Frankrike. Kommunen ligger i kantonen Saint-Gervais-les-Trois-Clochers som tillhör arrondissementet Châtellerault. År 2022 hade Vaux-sur-Vienne 543 invånare.

## Befolkningsutveckling
Antalet invånare i kommunen Vaux-sur-Vienne
| Referens: INSEE |